# Giacomo Luciani
Pour les articles homonymes, voir Luciani.
Giacomo Luciani est l'un des principaux experts italiens en géopolitique énergétique,,,,. Il est principalement connu pour ses contributions fondamentales à la théorie de l'État rentier avec l'économiste égyptien Hazem el-Beblawi,.

## Carrière
Il est professeur adjoint à l'Institut de hautes études internationales et du développement de Genève et conseiller scientifique du master International de l'Énergie de la Paris School of International Affairs de Sciences Po à Paris. Luciani est également global scholar attached de l'université de Princeton à la Woodrow Wilson School et au Département d'Étude du Proche-Orient. Il est conseiller principal pour le Gulf Research Center. Il est titulaire d'un master de l'Université Yale.
De 2007 à 2010, il dirige la Fondation du Gulf Research Center à Genève. Il est également professeur adjoint de L'Université Johns Hopkins, les ISC Centre de Bologne où il traite des questions des relations internationales et est professeur à l'Institut universitaire européen.
Ses recherches portent sur les politiques économiques du Moyen-Orient, en Afrique du Nord et d'Asie centrale ainsi que sur les problèmes de l'énergie mondiale.

## Publications
- (en) Hazem Al Beblawi et Giacomo Luciani, « The Rentier State in the Arab World », dans Giacomo Luciani (éd.), The Arab State, Londres, Routledge, 1990.
- Political Economy of Energy Reform: the Clean Energy – Fossil Fuel Balance in the Gulf, Gerlach Press, 2014
- Security of Oil Supplies: Issues and Remedies, Claeys and Casteels, 2013[9].
- Business Politics in the Arab World, en collaboration avec Steffen Hertog and M.Valeri, Hurst, 2013.
- Resource Blessed –Diversification and the Gulf Development Model, Gerlach Press, 2012.